# Алентуйка
Аленту́йка (рос. Алентуйка) — село у складі Хілоцького району Забайкальського краю, Росія. Входить до складу Хушенгинського сільського поселення.
Стара назва — МТФ Шантой.

## Населення
Населення — 166 осіб (2010; 173 у 2002).
Національний склад (станом на 2002 рік):
- буряти — 55 %
- росіяни — 43 %